# Paniai
Paniai ist ein indonesischer Regierungsbezirk (Kabupaten) in der indonesischen Provinz Papua Tengah auf der Insel Neuguinea. Stand 2020 leben hier circa 122.000 Menschen. Der Regierungssitz des Kabupaten ist die Stadt Enarotali im Osten von Paniai.

## Geographie
Paniai liegt zentral in der Provinz Papua Tengah im Binnenland. Im Norden grenzt es an den Regierungsbezirk Nabire, im Osten an Intan Jaya und Puncak, im Süden an Mimika und Deiyai und im Westen an Dogiyai. Administrativ unterteilt sich Paniai in 23 Distrikte (Distrik) mit 197 Dörfern (Kampung) und 5 Kelurahan.

## Einwohner
2020 lebten in Paniai 121.599 Menschen. Die Bevölkerungsdichte beträgt 19 Personen pro Quadratkilometer. Circa 69 Prozent der Einwohner sind Protestanten, 29 Prozent Katholiken und circa zwei Prozent Muslime.